# Địa lý sinh học

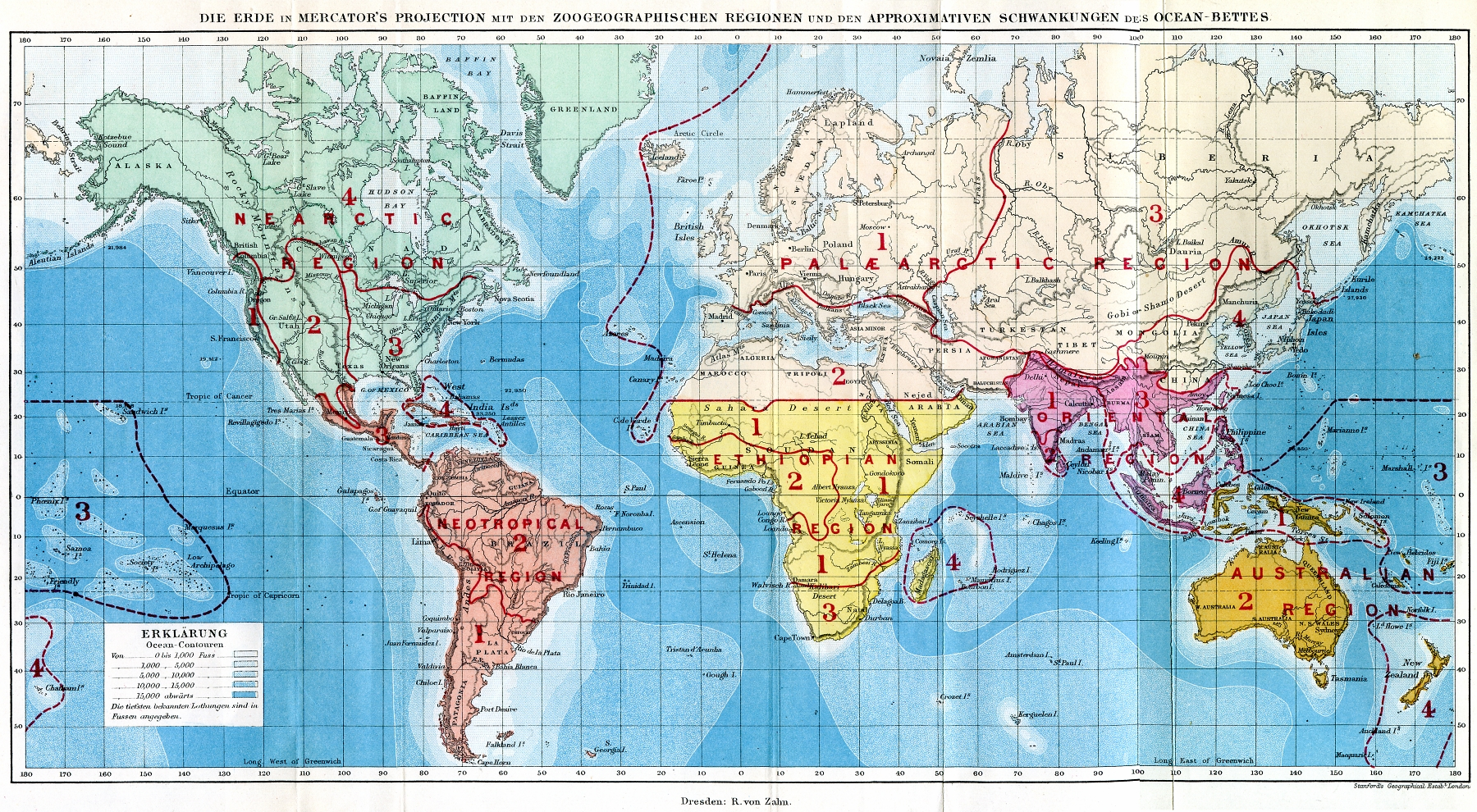
Mặt trước cuốn sách The Geographical Distribution of Animals của Alfred Russel Wallace

Địa lý sinh học (tiếng Anh: biogeography) là một ngành khoa học nghiên cứu về sự phân bố các loài và hệ sinh thái trong không gian địa lý và theo thời gian địa chất. Các cộng đồng sinh học và sinh vật thường thay đổi trong một kiểu thông thường theo các thay đổi địa lý về vĩ độ, độ cao, hình thành loài khác vùng và khu vực môi trường sống. Địa lý thực vật (phytogeography) là một nhánh của địa lý sinh học nghiên cứu sự phân bố của thực vật. Địa lý động vật (zoogeography) là nhánh nghiên cứu sự phân bố của các loài động vật. Địa lý nấm (mycogeography) là nhánh nghiên cứu sự phân bố của các loại nấm, chẳng hạn như nấm lớn. Địa lý sinh học là lĩnh vực tích hợp, thống nhất các khái niệm và thông tin từ các ngành sinh thái học, sinh học tiến hóa, địa chất học và địa lý tự nhiên.